# Arno Rink
 (mai 2018).
Si vous disposez d'ouvrages ou d'articles de référence ou si vous connaissez des sites web de qualité traitant du thème abordé ici, merci de compléter l'article en donnant les références utiles à sa vérifiabilité et en les liant à la section « Notes et références ».
Arno Rink (né le 26 septembre 1940 à Schlotheim et mort le 5 septembre 2017 à Leipzig) est un philosophe, peintre, professeur et recteur de la Hochschule für Grafik und Buchkunst Leipzig.
Méconnu de son vivant en R.D.A., le peintre allemand Arno Rink (1940-2017) s’est d’abord consacré au réalisme socialiste, teinté d’angoisse et de mystère, alliant images mythologiques et érotiques, mais aussi des représentations de son inconscient torturé. Son style évolue d'un style proche d'Otto Dix, à celui d'un Francis Bacon. 
Il deviendra l’un des précurseurs de la Nouvelle école de Leipzig ; il a en particulier été le professeur de Neo Rauch, Tilo Baumgärtel, Michael Triegel, Tim Eitel, David Schnell et Christoph Ruckhäberle.
Sa fille est également peintre.

## Vie
De 1955 à 1958, Arno Rink a suivi ses études secondaires à Mühlhausen et a fait ses premiers croquis. Ensuite, il a fréquenté l'école des beaux-arts des Ouvriers et des Paysans de la Faculté de Dresde. 
En 1961, il a postulé pour la première fois à l'École supérieure des arts visuels de Leipzig, mais il y a été d'abord refusé. Ainsi, Arno Rink a d'abord travaillé temporairement à Leipzig comme garçon d'ascenseur. Après avoir postulé une deuxième fois, il a effectué un stage, en 1962,  à l'École supérieure des arts visuels de Leipzig et a obtenu son diplôme de premier cycle auprès de Werner Tübke, Hans Mayer-Foreyt et Harry Blume. En 1967, il est finalement diplômé de la classe avancée de Bernhard Heisig et ensuite il poursuit son activité à son compte à Leipzig. 
En 1969, Arno Rink a travaillé d'abord comme assistant de Gerhard Eichhorn (graphisme) à l'École supérieure des arts visuels de Leipzig. En 1972, il y exerça même des activités d'enseignement et a obtenu en 1975 la capacité d'enseigner – Arno Rink a alors effectué plusieurs voyages notamment en Union Soviétique, après l'Italie, l'Inde, Cuba et à plusieurs reprises en République Fédérale d'Allemagne d'alors. 
De 1978 à 2005, il a pris la direction de la classe avancée de peinture et de graphisme. Il obtient en 1979, une chaire et a occupé, de 1987 à 1994, le rectorat à la haute École des arts visuels de Leipzig. Arno Rink jusqu'en 1997 travaillait en tant que vice-recteur, avant d'obtenir en 2005 la distinction d'émérite. Il a continué de diriger sa classe jusqu'en 2007.
Arno Rink a vécu et travaillé à Leipzig Schleußig. Son urne a été déposée dans le cimetière du Sud.

## Récompenses
- 1978 : Prix artistique de la RDA
- 1984 : prix national de la RDA Classe III pour l'Art et la Littérature
- 1989 : Prix artistique de la Ville de Leipzig
- 2005 : Max Pechstein-Preis de la Ville de Zwickau, en tant que prix d'Honneur

## Expositions
- Expositions personnelles
  - Notamment à Berlin, Leipzig, Rostock, Dresde, Passau, Frankfurt am Main
  - 2010 Château de Neuburg am Inn
- Expositions collectives
  - Notamment à Berlin, Moscou, Belgrade, New Delhi, Paris, Vienne, Lisbonne, Florence, Assen (Pays-Bas), Hambourg, Participation à la Biennale de Venise

## Lieux d'exposition
- Ludwig Forum für Internationale Kunst, Aix-la-Chapelle
- Musée d'art Walter, Augsbourg
- Nationalgalerie, Berlin
- Collection municipale d'art de Chemnitz
- Militärhistorisches Museum der Bundeswehr, Dresde
- Gemäldegalerie, Dresde
- Musée d'Art de la Collection de Hurrle, Durbach
- Musée Junge Kunst, Francfort (Oder)
- Fondation Moritzburg, Salle
- Musée des beaux-Arts, Leipzig
- Collection d'art de la Sparkasse Leipzig
- Gewandhaus Leipzig
- Germanisches nationalmuseum (musée National Germanique) Nuremberg
- Patrimoine municipal de la galerie d'art Ludwig Château de Oberhausen
- Musée Ludwig, Musée Russe, Saint-Pétersbourg
- Musée Ludwig d'Art International de Pékin
- Collection Hasso Plattner, Potsdam
- Kunsthalle Rostock
- Musée D'Art Moderne Fondation Ludwig, Vienne
- Musée de la Cathédrale, Würzburg
- Städel Museum, Francfort sur le Main

On peut aussi trouver certaines de ces œuvres à Arnsberg et Monte-Carlo.

## Littérature
- Karl Schwind (Éd.): Arno Rink. Malerei und Zeichnung. (La peinture et le Dessin).  Hirmer Editions, Munich 2015,  (ISBN 978-3-7774-2443-9) (à l'occasion de la rétrospective à la Kunsthalle de Rostock)
- Karl Schwind (Éd.): Arno Rink. Malerei und Zeichnung (La peinture et le Dessin).  Hirmer Editions, Munich, 2010,  (ISBN 978-3-7774-3351-6).
- Rink & Vlaming Peinture.  Un catalogue à l'occasion de l'Exposition d'Arno Rink et Miriam Vlaming Frais, Berlin, 2008,  (ISBN 978-3-00-024582-4).
- Arno Rink. Malerei und Zeichnung (La peinture et le Dessin).  Catalogue de l'Exposition à la Kunsthalle de la Sparkasse Leipzig 2003, Leipzig, 2003,  (ISBN 3-9807653-8-5).
- Arno Rink. Max Pechstein-prix d'Honneur de la Ville de Zwickau, en 2005.  Collections des Musées de la ville de Zwickau, en collaboration avec le centre d'art de Zwickau e. V.,  (ISBN 3-933282-23-3).
- (de) Anke Scharnhorst, « Rink, Arno », dans Wer war wer in der DDR?, vol. 2, Berlin, Ch. Links, 2010, 5e éd. (ISBN 978-3-86153-561-4, lire en ligne)
- Interview. Dans: Die Welt, 10 octobre 2005; à l'occasion de la reconnaissance de l'Éméritat de Arno Rink
- Wilfried Hartleb (Éd.): Arno Rink. "Frauen", (Les femmes)  Peintures, Aquarelles et Dessins, Passau, 2010,  (ISBN 978-3-939723-19-6).

## Filmographie
- 1984 : Leipzig/Pistorisstrasse. Arno Rink. Une Production de la Radiodiffusion Sarroise/Tv (45 minutes). Écrit et réalisé par Klaus Peter Dencker
- 2018 : Les Multiples Vies d'un peintre. Une production Arte (53 minutes). Écrit et réalisé par Nicola Graef.